# 海賊と姫君 Eternal Lovers
『海賊と姫君 Eternal Lovers』（かいぞくとひめぎみ エターナル ラヴァーズ）は、花衣沙久羅作の官能小説。フランス書院・ティアラ文庫刊。
中世シチリア王国が存在した頃の地中海やその周辺の地域をモデルにした、架空の海や国家を舞台に繰り広げられる物語。

## あらすじ
リッカルドという野心家の謀反によって、末弟ルカス以外の家族を殺され、領地を追われたラヴォリエ伯家の娘・マディーナ。彼女はティアラニア王国の国王・ルジェーロ3世に謁見し、今回の一件を報告し、さらにはルカスをラヴォリエ伯家の後継者として認めてもらうべく、ルカスと共に、ティアラニア本国に向かうであろう船に乗り込んだ。しかし、その船は、レオンという男が全てを指揮する、海賊船だったのだ。かくしてマディーナの、さまざまな意味での過酷な旅が、幕を開けた。

## オーディオブック
平成のアトムと三郷晃一のナレーションによりAudibleでオーディオブック化された。収録時間は、約8時間26分。